# Partido Africano da Independência de Cabo Verde
O Partido Africano da Independência de Cabo Verde, conhecido também pela sigla PAICV é um partido de centro-esquerda, de ideologia social-democrata, em Cabo Verde. Os seus membros são apelidados de "tambarinas", e identificam-se com a cor amarela.
É um dos principais partidos do país, sendo o responsável pelo processo que culminou na independência de Cabo-Verde e na condução política nos primeiros anos de existência deste país.

## História

### Antecessor
Em 1956, seu antecessor, o Partido Africano para a Independência da Guiné e Cabo Verde (PAIGC), foi fundado pelo líder nacionalista Amílcar Cabral. O PAIGC lutou para derrubar o Império Português, unificar Cabo Verde e Guiné-Bissau, e do uso de seu vanguardismo para avançar a revolução socialista.
A partir de 1961, o PAIGC lutou uma campanha de guerrilha, em colaboração com seu grupo partido fraterno de cúpula, a CONCP, durante a Guerra Colonial Portuguesa. Em 1973, o PAIGC já controlava a Guiné-Bissau, enquanto a própria Revolução dos Cravos em Portugal em 1974 dissolveu efetivamente o império, saindo de Cabo Verde no ano seguinte.
Após as Guerras de Libertação Nacional, o PAIGC estabeleceu um governo socialista em ambos os países, tendo Luís Cabral, irmão do falecido Amilcar Cabral, como Secretário-Geral.

### Fundação do PAICV
Na sequência de um golpe militar na Guiné-Bissau que derrubou Luís Cabral, em Novembro de 1980, a secção cabo-verdiana do partido tornou-se no PAICV em Janeiro de 1981. O então Secretário-Adjunto (e então Presidente de Cabo Verde) Aristides Pereira tornou-se Secretário-Geral do PAICV.

### Democracia Multipartidária
Num congresso extraordinário do partido, em Fevereiro de 1990, o PAICV aprovou a introdução da democracia multipartidária. A. Pereira deixou o cargo de Secretário-Geral do PAICV em julho de 1990, e o então primeiro-ministro, Pedro Pires, substituiu-o em agosto de 1990. O PAICV conquistou 23 dos 79 lugares da Assembleia Nacional em Janeiro de 1991 nas eleições parlamentares multipartidárias, perdendo contra o Movimento para a Democracia (MpD). Posteriormente, A. Pereira foi derrotado na eleição presidencial de Fevereiro de 1991, e novamente o PAICV saiu derrotado em dezembro de 1991 nas eleições autárquicas. Num congresso do partido em agosto de 1993, P. Pires foi substituído como Secretário-Geral por Aristides Lima, e foi, em vez disso, eleito Presidente do PAICV.
O PAICV conquistou 21 dos 72 lugares da Assembleia Nacional em dezembro de 1995 as eleições parlamentares. Num congresso PAICV em setembro de 1997, P. Pires enfrentou José Maria Neves, numa disputa de liderança, e P. Pires foi eleito com 68% dos votos. Pedro Pires abandonou o cargo de Presidente PAICV, em 2000, em preparação para uma candidatura presidencial nas eleições do ano seguinte e foi sucedido por J. M. Neves.

### Eleições presidenciais de 2001
Na eleição presidencial realizada em 11 e 25 de fevereiro de 2001, o candidato apoiado pelo PAICV, P. Pires, que conquistou 46,52% dos votos na primeira volta, derrotou por uma margem estreita de apenas 12 votos o candidato apoiado pelo MpD, Carlos Veiga na segunda volta.

### Eleições legislativas de 2006
Na eleição legislativa realizada em 22 de janeiro de 2006, o PAICV ganhou 52,28% dos votos populares e 41 dos 72 lugares na Assembleia Nacional.
Na eleição presidencial realizada em 12 de fevereiro de 2006, Pedro Pires derrotou novamente Carlos Veiga, ganhando 50,98% dos votos.

### Eleições legislativas de 2011
Na eleição legislativa realizada em 06 de Fevereiro de 2011, o PAICV ganhou 51% dos votos populares e 38 dos 72 lugares na Assembleia Nacional.

## Resultados eleitorais

### Eleições legislativas
| Data                                      | CI.                       | Votos                     | %                         | +/-                       | Deputados                 | +/-                       | Status                    |
| Partido Único (1975-1990)                 | Partido Único (1975-1990) | Partido Único (1975-1990) | Partido Único (1975-1990) | Partido Único (1975-1990) | Partido Único (1975-1990) | Partido Único (1975-1990) | Partido Único (1975-1990) |
| ----------------------------------------- | ------------------------- | ------------------------- | ------------------------- | ------------------------- | ------------------------- | ------------------------- | ------------------------- |
| 1975                                      | 1.º                       | 100 835                   | 95,6 / 100,0              |                           | 56 / 56                   |                           | Governo                   |
| 1980                                      | 1.º                       | 141 244                   | 93,0 / 100,0              | 2,0                       | 63 / 63                   | 7                         | Governo                   |
| 1985                                      | 1.º                       | 92 865                    | 94,0 / 100,0              | 1,0                       | 83 / 83                   | 20                        | Governo                   |
| Sistema multipartidário (1990-atualidade) |                           |                           |                           |                           |                           |                           |                           |
| 1991                                      | 2.º                       | 39 673                    | 33,6 / 100,0              |                           | 23 / 79                   |                           | Oposição                  |
| 1995                                      | 2.º                       | 45 263                    | 29,8 / 100,0              | 3,8                       | 21 / 72                   | 2                         | Oposição                  |
| 2001                                      | 1.º                       | 67 860                    | 49,5 / 100,0              | 19,7                      | 40 / 72                   | 19                        | Governo                   |
| 2006                                      | 1.º                       | 88 965                    | 52,3 / 100,0              | 2,8                       | 41 / 72                   | 1                         | Governo                   |
| 2011                                      | 1.º                       | 117 967                   | 52,7 / 100,0              | 0,4                       | 38 / 72                   | 3                         | Governo                   |
| 2016                                      | 2.º                       | 86 078                    | 38,2 / 100,0              | 14,5                      | 29 / 72                   | 9                         | Oposição                  |

### Eleições presidenciais
| Data | Candidato apoiado        | 1ª Volta                 | 1ª Volta                 | 1ª Volta                 | 2ª Volta                 | 2ª Volta                 | 2ª Volta                 |
| Data | Candidato apoiado        | CI.                      | Votos                    | %                        | CI.                      | Votos                    | %                        |
| ---- | ------------------------ | ------------------------ | ------------------------ | ------------------------ | ------------------------ | ------------------------ | ------------------------ |
| 1991 | Aristides Pereira        | 2.º                      | 25 544                   | 26,6 / 100,0             |                          |                          |                          |
| 1996 | Nenhum candidato apoiado | Nenhum candidato apoiado | Nenhum candidato apoiado | Nenhum candidato apoiado | Nenhum candidato apoiado | Nenhum candidato apoiado | Nenhum candidato apoiado |
| 2001 | Pedro Pires              | 1.º                      | 61 646                   | 46,5 / 100,0             | 1.º                      | 75 827                   | 50,0 / 100,0             |
| 2006 | Pedro Pires              | 1.º                      | 86 583                   | 51,0 / 100,0             |                          |                          |                          |
| 2011 | Manuel Inocêncio Sousa   | 2.º                      | 52 612                   | 32,7 / 100,0             | 2.º                      | 82 379                   | 45,7 / 100,0             |
| 2016 | Nenhum candidato apoiado | Nenhum candidato apoiado | Nenhum candidato apoiado | Nenhum candidato apoiado | Nenhum candidato apoiado | Nenhum candidato apoiado | Nenhum candidato apoiado |
| 2021 | José Maria Neves         | 1.º                      | 95.803                   | 51,7 / 100               |                          |                          |                          |

## Afiliação
O PAICV, proclama-se como um partido de "orientação política africana", em contraste com o MpD um tanto ou quanto neoliberal.
O partido é um membro de pleno direito da Internacional Socialista.